# Omvänd blockering
Omvänd blockering är, i samband med dykning, motsatsen till squeeze. För det mesta vid uppstigning tar sig luften ut utan problem från håligheter som öron och bihålor. Ibland kommer dock inte luften ut och man känner av trycket från den expanderande luften inifrån, vilket kan ge obehag eller smärta, en s.k. omvänd blockering.
Omvänd blockering är inte så vanlig och den uppstår ofta till följd av svullna slemhinnor e.dyl. Man skall alltså inte dyka vid förkylning.
Även gaser i magen och tarmar kan leda obehag när den expanderar vid uppstigningen. Det är rätt så ovanligt, men man kan undvika gasbildande mat i samband med dyk. Omvänd blockering kan också uppstå under en dålig tandfyllning.
Om man det känns obehagligt i samband med uppstigning till följd av expanderande luft som inte kan komma ut, så kan man gå långsammare upp eller t o m gå ner någon meter för att luften skall få tid att pysa ut.